# Archer (California)
Archer es un área no incorporada ubicada en el condado de San Bernardino en el estado estadounidense de California.

## Geografía
Archer se encuentra ubicada en las coordenadas 34°25′14″N 115°21′56″O / 34.42056, -115.36556.